# David Jagger
David Jagger (Kilnhurst, 1891 – 1958) è stato un pittore inglese.
Fu un pittore di ritratti, molto prolifico. Il suo lavoro più famoso è il ritratto di Robert Baden-Powell.

## Biografia
David Jagger nacque a Kilnhurst, vicino Rotherham (Yorkshire), nel 1891. Figlio di Enoch Jagger, gestore di una miniera, e sua moglie Mary Sargeant, aveva una sorella di nome Edith (circa 1880-1938) ed un fratello di nome Charles (1885–1934). Edith fu pittrice di panorami, e fondò la Painted Fabrics Ltd nel 1923; Charles divenne scultore.
Jagger studiò alla Sheffield School of Art, assieme al fratello ed alla sorella. Dopo gli studi, divenne un importante membro del Royal Institute of Oil Painters (R.O.I.), ed espose regolarmente le proprie opere alla Royal Academy of Arts, alla Royal Society of British Artists (R.B.A.) ed alla stessa R.O.I. Nel 1940, Jagger espose opere proprie assieme ad opere postume della sorella e del fratello in una mostra speciale al Rotherham Art Gallery and Museum, dal titolo The art of the Jagger Family.

## Opere
La sua opera più nota è il ritratto di Robert Baden-Powell, donatogli il 29 agosto 1929, durante il 3º Jamboree mondiale. Ne esistono vari esemplari. Uno è conservato nella Baden-Powell House a Londra, un altro nell'ufficio del Segretario Generale dell'Organizzazione Mondiale del Movimento Scout.
Jagger realizzò ritratti di molte persone illustri, come la regina Mary, presentata all'esposizione del 1930 della Royal Academy exhibition of 1930, Winston Churchill, l'artista Robert Fowler, il medico dott. Thomas Forrest Cotton (1926), l'uomo d'affari John George Graves, la signora Thelma Bader, moglie dell'ufficiale d'aviazione Douglas Bader (1942), Lady Millicent Taylour, e suo fratello Charles Sargeant Jagger (sposto alla National Portrait Gallery dal 1998). Jagger fu un pittore molto prolifico, e ritrasse anche molte persone anonime: Portrait Of An Officer Of The Raf During World War II (1941), Portrait of an architect holding plans (data ignota), Portrait of a woman (1945), The silk scarf, Negro profile, e Olga. Dipinse anche paesaggi come Corfe Castle (data ignota), Mountain road, Majorca (data ignota), Meissen porcelain parrot (data ignota), e Mother & Child by Stream (1912).